# 24611 Svetochka
24611 Svetochka è un asteroide della fascia principale. Scoperto nel 1978, presenta un'orbita caratterizzata da un semiasse maggiore pari a 2,2250452 UA e da un'eccentricità di 0,1732606, inclinata di 3,94252° rispetto all'eclittica.